# Guadalupe el Puntito
Guadalupe el Puntito är en ort i Mexiko.   Den ligger i kommunen Simojovel och delstaten Chiapas, i den sydöstra delen av landet, 700 km öster om huvudstaden Mexico City. Guadalupe el Puntito ligger 316 meter över havet och antalet invånare är 281.
Terrängen runt Guadalupe el Puntito är kuperad åt sydväst, men åt nordost är den bergig. Guadalupe el Puntito ligger nere i en dal. Runt Guadalupe el Puntito är det ganska glesbefolkat, med 45 invånare per kvadratkilometer. Närmaste större samhälle är Simojovel de Allende, 15,5 km väster om Guadalupe el Puntito. I omgivningarna runt Guadalupe el Puntito växer huvudsakligen savannskog.